# Paramugil
Paramugil is een geslacht van straalvinnige vissen uit de familie van de harders (Mugilidae).

## Soorten
- Paramugil georgii (Ogilby, 1897)
- Paramugil parmatus (Cantor, 1849)